# Bitwa pod Gembloux (1578)
Bitwa pod Gembloux – starcie zbrojne, które miało miejsce 31 stycznia 1578 r. w trakcie wojny osiemdziesięcioletniej. 
W starciu wojska Stanów Generalnych poniosły klęskę w walce z Hiszpanami pod wodzą namiestnika Niderlandów Don Juana.
Oddział Farnese natarł na piechotę niderlandzką, pozbawioną osłony jazdy. W trwającej półtorej godziny bitwie niemalże całe wojsko zostało wycięte, w sumie ponad 10 000 ludzi. Hiszpanie zdobyli 34 chorągwie, wiele dział i wzięli 600 jeńców, z których część zrzucono później z mostu w Namur do rzeki Mozy.